# Elsa Varena

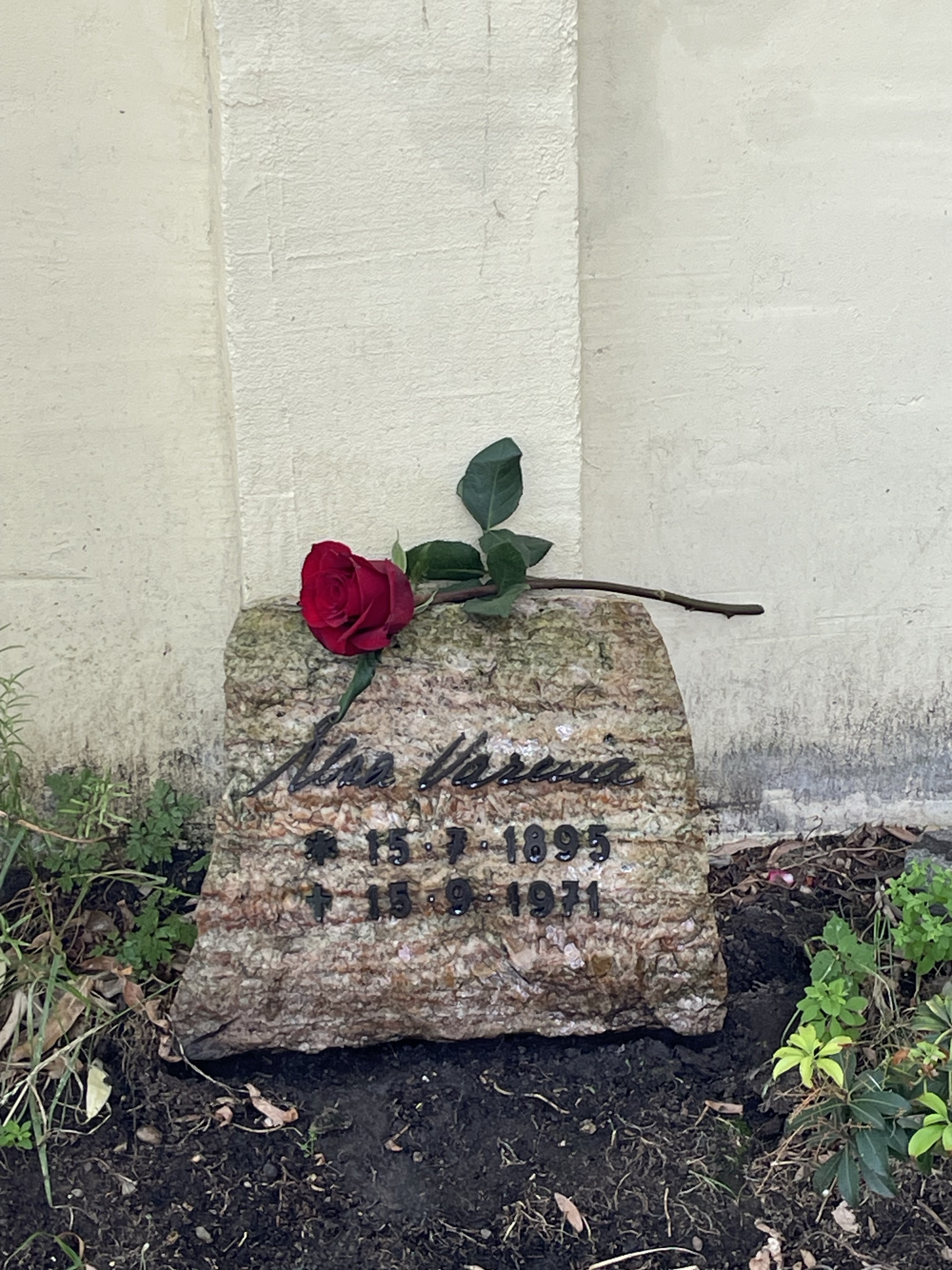
Symbolischer Grabstein der Elsa Varena in Frankfurt am Main

Elsa Varena, geboren als Elsy Klussmann (* 15. Juli 1895 in Berlin; † 15. September 1971 ebenda), war eine deutsche Opernsängerin (Sopran), die sich insbesondere mit Rollen aus dem Werk Richard Wagners einen Namen machte. 

## Leben
Varena war die jüngere von zwei Töchtern des Textilfabrikanten Otto Klussmann (1856–1915) und dessen Ehefrau Marie Klussmann, geborene Kraft (1866–1945), die aus einer Hotelierfamilie stammte. Ihre ältere Schwester hieß nach ihrer Hochzeit Doudy Krahmer-Belgen.
Varena wuchs im Berliner Ortsteil Tiergarten auf und wurde bereits in ihrer Kindheit mit klassischer Musik vertraut. Häufige Besuche von Opernaufführungen mit ihren Eltern – darunter auch die Bayreuther Festspiele – weckten früh ihr Interesse für die Werke Wagners und beeinflussten maßgeblich ihren Berufswunsch.

## Karriere
Varena war hauptsächlich in Berlin tätig, trat jedoch auch international als Gastsängerin auf. Besondere Bekanntheit erlangte sie durch Interpretationen von Wagner-Partien an Häusern wie den Städtischen Sinfoniekonzerten Königsberg, der Wiener Staatsoper, der Mailänder Scala und der Griechischen Nationaloper in Athen.
Nach dem Zweiten Weltkrieg wirkte Varena als Gesangspädagogin in West-Berlin. Zu ihren bekanntesten Schülern zählen:
- Michael Schwarzmaier[7] (* 1940), Schauspieler, Synchronsprecher, Hörspiel- und Hörbuchsprecher
- René Kollo[8] (* 1937), Opernsänger (Tenor)
- Detlef Engel[9] (1940–2023), Schlagersänger